# Clibanarius elongatus
Clibanarius elongatus is een tienpotigensoort uit de familie van de Diogenidae. De wetenschappelijke naam van de soort werd in 1848 voor het eerst geldig gepubliceerd door Henri Milne-Edwards.